# Det finns ett hem, där evig sång
Det finns ett hem, där evig sång är en psalmtext av organisten Erik Adolf Edgren.

## Publicerad i
- Lilla Psalmisten 1909 som nr 243 under rubriken "Hemlandssånger".
- Sions Sånger 1951 som nr 25
- Sions Sånger 1981 som nr 209 under rubriken "Längtan till hamlandet".